# G.O.R.A. – Támadás egy idegen bolygóról
A G.O.R.A. – Támadás egy idegen bolygóról (eredeti cím: G.O.R.A.: Bir Uzay Filmi)  2004-ben bemutatott török sci-fi filmvígjáték, amelyet Ömer Faruk Sorak rendezett, Cem Yılmaz forgatókönyve alapján. A főbb szerepekben Cem Yılmaz,  Özge Özberk, Şafak Sezer, Rasim Öztekin, İdil Fırat és Özkan Uğur látható.
Törökországban 2004. november 5-én mutatták be a mozikban. Magyarországon DVD-n jelent meg.
A film címének érdekessége, hogy Isztambulban kapható egy goralı nevű szendvics, a filmben a szó a „G.O.R.A. bolygóról való”, azaz „gorai” jelentésben szerepel, és ezzel kapcsolatosan elhangzik egy szójáték is a film végén, amikor Arif bizonygatja a könyvkiadónak, hogy a nála lévő fényképen egy gorai lány látható, a kiadó embere felkapja a telefont és rendel két gorai szendvicset, jelezvén, hogy egy szót sem hisz el abból, amit Arif mond.
A nagy sikerű filmnek két folytatása készült el. 2008-ban az A.R.O.G, 2018-ban az Arif V 216.

## Cselekménye
Arif a turistákból él, szőnyegboltja van, olykor pedig kalauzolja őket a városban. Mellékesként UFO-fotókat hamisít eladásra. Egy napon maga is meglepődik, amikor elrabolják az idegenek és a GORA bolygóra viszik, ahol rabságban tartják a világ minden tájáról összerabolt emberrel együtt. Arif összebarátkozik Bob Marley Farukkal, a rasztahajú szakáccsal, aki nyolc éve él a bolygón, előtte sci-fi forgatókönyvet írt Törökországban. Melléjük szegődik a „216” nevű robot, aki Ceku hercegnő legjobb barátja, ám az Arifot elraboló gonosz Logar kapitány tömlöcbe vetteti egy sértő megjegyzés miatt. Ceku arról ábrándozik, hogy egy napon majd megismeri a szerelmet úgy, mint a Földről származó filmekben szokás, miközben a trónra pályázó Logar hamisított szexfotókkal zsarolja a lány apját, Amir Tochát, aki belemegy, hogy Logarhoz adja feleségül a lányát. Miközben Arif a szökési terven munkálkodik, a bolygó nagy veszélybe kerül, egy tűzgömb tart felé, amit csak a szent kövekkel lehetne megállítani, de azoknak elveszett a használati utasítása. Arif észreveszi, hogy ezek a kövek Az ötödik elem című Bruce Willis-filmből valók, és rögtön jelentkezik, hogy ő bizony tudja, hogy kell használni, de csak akkor mutatja meg, ha őt és barátait elengedik. Logar megígéri, Arif megmenti a bolygót a kövek és Ceku csókja segítségével, pont úgy, ahogy az Ötödik elemben. Logar azonban nem tartja be ígéretét és visszaviteti Arifot a tömlöcbe, és elkezdi varrattatni Ceku menyasszonyi ruháját. Arif azonban nem adja fel egykönnyen, Ceku segítségével ő, Faruk és 216 megszöknek, és elindulnak megkeresni Ceku igazi apját, egy török pilótát, akit korábban raboltak el, és akibe Ceku anyja beleszeretett. Útközben Logar emberei rajtuk ütnek és visszaviszik Cekut a palotába. Arif megtalálja a hajón az őt folyton hologram formában zaklató vak mestert, Garavelt, aki harcművészeti tudást tölt Arif agyába. Arif visszatér barátaival a palotába, hogy megmentse Cekut. Miközben a szellőzőben másznak, rábukkannak Logar szobájára, aki jobbkezével, Kuna kapitányal enyeleg az ágyban, és Arif videóra rögzíti, amint Logar elmeséli gonosz trónátvételi terveit. Nem sokkal később, az esküvői fogadáson, épp mikor Logar elvenné Cekut, Arif betör a terembe és levetíti a videót. Logart elfogják, Ceku pedig Ariffal a Földre utazik.

## Szereplők
| Szerep                   | Színész       | Magyar hang     |
| ------------------------ | ------------- | --------------- |
| Arif Isik                | Cem Yılmaz    | Háda János      |
| Logar Trihis parancsnok  | Cem Yılmaz    | Schnell Ádám    |
| Bob Marley Faruk         | Rasim Öztekin |                 |
| Garavel                  | Özkan Uğur    |                 |
| Mulu                     | İdil Fırat    | Hámori Eszter   |
| Kuna                     | Şafak Sezer   | Kerekes József  |
| Ceku Lamtschina hercegnő | Özge Özberk   | Mezei Kitty     |
| Rendroy                  | Erdal Tosun   | Koroknay Géza   |
| 216-robot                | Ozan Güven    | Fekete Zoltán   |
| Amir Tocha               | Cezmi Baskın  | Versényi László |

### Magyar változat
A szinkront a Mesterfilm Digital kft. készítette el.

## Fogadtatás
A filmet Törökországban négymillióan látták, amivel második helyezést ért el a legtöbbet nézett filmek listáján. A G.O.R.A. Törökországban 23 900 000 dolláros, Németországban  2 300 000 dolláros bevételt hozott,. DVD-n is megjelent Németországban, Hollandiában, Belgiumban, Franciaországban, Ausztriában és Magyarországon is.